# Sleepwalking (пісня)
«Sleepwalking» — сингл британського рок-гурту Bring Me the Horizon, сингл ввійшов в четвертий студійний альбом Sempiternal, реліз синглу відбувся 4 березня 2013 року. У інтерв'ю Metal Hammer фронтмен Олівер Сайкс описав його як «одного з найкращих написаних пісень». В перший тиждень після релізу пісня піднялась на № 4 місце в UK Rock Singles Chart, а наступного на № 3 місце. 28 лютого BBC Radio назвав його «Hottest Record in the World».

## Список композицій
| Цифрова версія | Цифрова версія                          | Цифрова версія |
| #              | Назва                                   | Тривалість     |
| -------------- | --------------------------------------- | -------------- |
| 1.             | «Sleepwalking»                          | 3:50           |
| 2.             | «Sleepwalking» (інструментальна версія) | 3:50           |
| 7:40           |                                         |                |